# Cidade de Deus - 10 Anos Depois
Cidade de Deus - 10 Anos Depois é um documentário brasileiro, lançado em 2013.
O documentário pretende mostrar o que mudou na vida dos intérpretes do longa de 2002. Personagens que já fazem parte da história recente do cinema nacional, como Dadinho, Bené e Zé Pequeno, entre outros, participam do documentário dez anos após protagonizarem o filme Cidade de Deus, dirigido por Fernando Meirelles.

## Produção

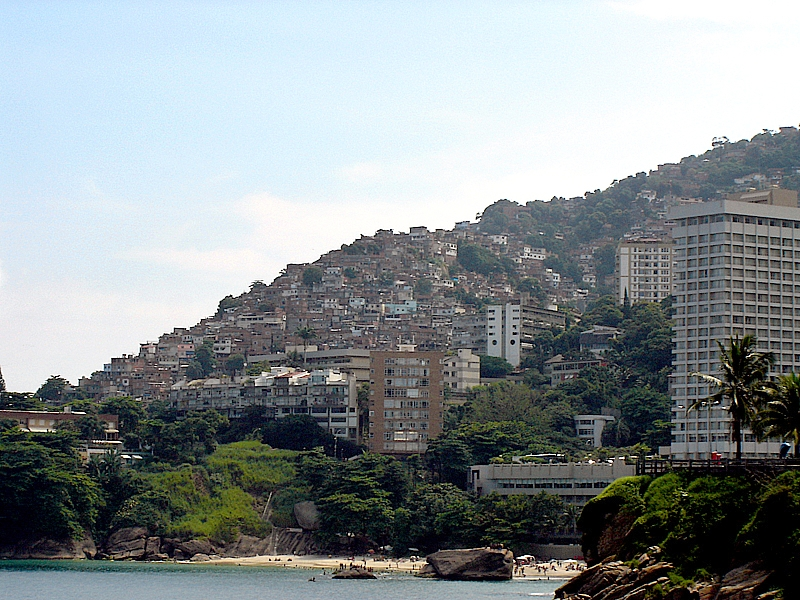
Favela Vidigal onde foi gravado parte.

A intenção dos produtores do documentário é usar depoimentos de todos os atores do longa-metragem de 2002. A dificuldade em acomodar tudo em 90 minutos foi determinante para que o documentário não pudesse ser finalizado ainda em 2012 (ano do aniversário de uma década do filme), Cavi um dos produtores do documentário contou que ainda não pode ser determinado que ele vá ser lançado no ano de 2012, pois ainda falta dinheiro. O diretor espera que seu documentário esteja pronto no início de outubro e possa ser apresentado no festival internacional do Rio de Janeiro.  O lançamento do filme se deu somente em 2015.
Fernando Meirelles foi convidado para dirigir o filme, entretanto recusou o pedido pois achou estranho fazer um filme sobre um outro filme dele. Ele está apenas ajudando a produção, fornecendo dados como: contatos, lugares onde os atores moram e apoio na captação de dinheiro.
O documentário foi gravado em vários lugares, pois não tinha um local certo para iniciar as gravações. Muitas gravações foram feitas nas próprias residências dos atores, mas uma grande parte foi gravada no morro do Vidigal e no bairro Cidade de Deus no Rio de Janeiro.

## Elenco
- Alice Braga
- Seu Jorge
- Leandro Firmino
- Matheus Nachtergaele
- Douglas Silva
- Roberta Rodrigues
- Darlan Cunha
- Thiago Martins
- Marcello Melo Jr.
- Jonathan Haagensen
- Alexandre Rodrigues